# Universal-Horror
Universal-Horror oder Universal Monsters ist die Bezeichnung für eine Reihe klassischer Horrorfilme von Universal Pictures von den 1920er bis zu den 1950er Jahren.

## Geschichte bis in die 1950er Jahre
Universals erste Schritte ins Horrorgenre begannen 1925 mit der Verfilmung von Gaston Leroux’ Schauerroman Das Phantom der Oper, in der Lon Chaney, bekannt als „Der Mann der 1000 Gesichter“, die Hauptrolle spielte. Chaney entwarf, wie bereits bei Der Glöckner von Notre Dame (1923), sein Make-up selbst – in diesem Fall eine äußerst schmerzhafte Maske, denn um das totenkopfartige Gesicht der Titelfigur darzustellen, musste der Stummfilmstar seine Nase mit einem hauchdünnen Draht nach oben ziehen, was während der Dreharbeiten immer wieder zu starkem Nasenbluten führte.
1931 begann mit Tod Brownings Dracula, basierend auf Bram Stokers gleichnamigem Roman und dem Bühnenstück von Hamilton Deane und John L. Balderston, die Blütezeit des sogenannten „Gothic Horrors“. Der Film machte den Hauptdarsteller Bela Lugosi, der die Rolle des Grafen Dracula bereits erfolgreich auf der Bühne verkörpert hatte, zum Star. Der beachtliche Erfolg von Dracula ermutigte die Studiochefs von Universal, weitere literarische Klassiker auf die Leinwand zu bringen. Es folgte noch im selben Jahr Frankenstein nach dem Roman von Mary Shelley sowie 1932 Die Mumie. Mit den Hauptrollen in diesen Filmen wurde Boris Karloff als weiterer Star im Horror-Gerne etabliert. 1933 folgte Der Unsichtbare nach der gleichnamigen Geschichte von H. G. Wells. Aufgrund des großen Erfolgs der Filme entschloss man sich auch, teilweise die Geschichten um Universals beliebte Monster fortzusetzen. 1935 erschien mit Frankensteins Braut die erste einer ganzen Reihe von Fortsetzungen. Ein Jahr darauf kam Draculas Tochter in die Kinos, diesem Film war seinerzeit jedoch kein Erfolg beschieden, weswegen man sich erst sieben Jahre später wieder an eine Dracula-Fortsetzung wagte.
1941 erschien mit Der Wolfsmensch ein neues Ungeheuer auf der Kinoleinwand. Dieses wurde von Lon Chaney junior, dem Sohn des legendären Stummfilmstars, dargestellt. Anders als sein Vater, fertigte er sein Make-up nicht selbst an. Für die Maske des Werwolfs war, wie für die meisten der Universal-Monster, der Maskenbildner Jack P. Pierce zuständig. Im Laufe der 1940er Jahre begann Universal auch die verschiedenen Monster zu kombinieren, um das Publikum anzulocken, beispielsweise in Frankenstein trifft den Wolfsmenschen (1943). Im selben Jahr erschien mit Phantom der Oper der erste Gruselfilm von Universal, der in Technicolor gedreht wurde. Für dieses Remake griff man auf die Kulisse des Opernhauses zurück, die ursprünglich für den Stummfilm gebaut wurde und bis heute auf dem Studiogelände besichtigt werden kann. Der zweite und zugleich letzte Technicolor-Gruselfilm von Universal war ein Jahr später The Climax, der ebenfalls im Opernmilieu spielte und wieder in denselben Kulissen hergestellt wurde.
Die Monster, Schurken und verrückten Wissenschaftler bei Universal waren üblicherweise männlich, ebenso wie die Stars, die sie regelmäßig verkörperten – neben Karloff, Lugosi und Chaney jr. wären da unter anderem noch Lionel Atwill, George Zucco und John Carradine zu nennen. Immer wieder unternahm das Studio aber auch Anstrengungen, weibliche Monster und Schurken und dementsprechend weibliche Horrorstars zu etablieren, meist jedoch ohne nachhaltigen Erfolg. Elsa Lanchester als weibliches Monster in Frankensteins Braut (1935), Gloria Holden als Vampirin in Draculas Tochter (1936), Virginia Bruce als Die unsichtbare Frau (1940), Ilona Massey als Frankensteins Tochter in Frankenstein trifft den Wolfsmenschen (1943), June Lockhart als Die Werwölfin von London (1946), sie alle blieben einmalige Erscheinungen und fanden keine Nachfolgerinnen. Etwas mehr Erfolg hatte man lediglich mit der Einführung einer Affenfrau, dargestellt von Acquanetta, in Captive Wild Woman (1943), dieser Film zog immerhin noch zwei Fortsetzungen nach sich. Als weibliche Stars konnten sich bei Universal ansonsten in erster Linie noch Evelyn Ankers (meist als Scream Queen eingesetzt) und Gale Sondergaard (die auch zwielichtige Charaktere verkörpern durfte) durchsetzen.
Mitte der 1940er Jahre war das allgemeine Interesse am filmischen Horror, nicht zuletzt wegen der wirklichen Schrecken, die der Zweite Weltkrieg mit sich brachte, am Abflauen und Universal schickte seine populärsten Monster gleichzeitig ins Rennen. So trafen in Frankensteins Haus (1944) und Draculas Haus (1945) neben dem verrückten Wissenschaftler nebst buckligem Gehilfen auch Graf Dracula, der Wolfsmensch und Frankensteins Ungeheuer aufeinander.
Ein etwas unrühmliches Kapitel in Universals Horror-Geschichte bildete in dieser Zeit der Versuch, den aufgrund seiner Akromegalie-Erkrankung stark entstellten Schauspieler Rondo Hatton (1894–1946) zum Horrorstar aufzubauen. Nachdem Hattons kurze Szenen als unheimlicher Mörder in dem Sherlock-Holmes-Film Die Perle der Borgia (1944) großen Eindruck hinterlassen hatten, wollte man den Darsteller  mit den deformierten Gesichtszügen als "Creeper" zu Universals neuem Monster machen. Insgesamt vier Horrorfilme wurden mit ihm gedreht, dann starb Hatton an einem Herzinfarkt in Folge seiner Krankheit, noch bevor seine letzten beiden Filme House of Horrors (1945) und The Brute Man (1946) in die Kinos kamen.
Bis Mitte der 1950er Jahre griff Universal auf ein anderes Konzept zurück. In den Abbott-&-Costello-Komödien wurden die klassischen Monster parodiert. Im ersten Film der Reihe Abbott und Costello treffen Frankenstein (1948) spielten die Originaldarsteller der Ungeheuer mit und verspotteten ihre eigenen Figuren. Bela Lugosi, dessen Ruhm zu dieser Zeit bereits beträchtlich am Sinken war, trat erstmals seit 1931 wieder als Dracula in einem Film auf, Lon Chaney jun. spielte den Wolfsmenschen und Glenn Strange übernahm den Part des Frankenstein-Monsters. 1954 erlebte die Universal-Horror-Reihe eine Renaissance mit Der Schrecken vom Amazonas. Der sogenannte Kiemenmann (engl. Gill-Man) sollte das letzte und gleichzeitig eines der populärsten Monster in der Geschichte von Universal werden. Dem in 3-D gedrehten Tier-Horrorfilm folgten 1955 und 1956 zwei Fortsetzungen.

## Die folgenden Jahrzehnte
Ab den 60er Jahren verlor das Horrorgenre allmählich den zentralen Stellenwert, den es bis dahin im Filmschaffen von Universal innegehabt hatte, wurde allerdings auch nie ganz aufgegeben. 1975 gelang mit Der weiße Hai (Regie: Steven Spielberg) noch einmal die äußerst erfolg- und einflussreiche Einführung eines neuen Filmmonsters, bis 1987 wurden drei Fortsetzungen gedreht.

Daneben entstanden im Lauf der Jahre immer wieder Remakes oder Variationen der alten Monsterklassiker. Dracula von 1979 (Regie: John Badham) war eine Neuverfilmung des Dracula-Films von 1931. Wie sein Vorgänger Bela Lugosi hatte auch der neue Dracula-Darsteller Frank Langella die Rolle zuvor jahrelang am Broadway auf der Bühne verkörpert. Stephen Sommers inszenierte 1999 eine Neuauflage der Mumie, die zwei Sequels nach sich zog. Sommers war es auch, der 2004 eine neue Variante von Universals klassischen Monster-Kombinations-Filmen (wie etwa Frankensteins Haus von 1944) drehte: in Van Helsing traten unter anderem Dracula, das Frankenstein-Monster und ein Werwolf in Erscheinung. Wolfman von 2010 (Regie: Joe Johnston) schließlich war ein Remake des Klassikers Der Wolfsmensch von 1941.

## Dark Universe
Im Mai 2017 gab Universal Pictures bekannt, eine Fülle ihrer Monsterfilme neu verfilmen und diese im Rahmen des sogenannten Dark Universe (englisch für „dunkles Universum“) veröffentlichen zu wollen. Das neue Monster-Universum war von Alex Kurtzman und Chris Morgan ins Leben gerufen worden, um sowohl ein jüngeres Publikum für die All Time Favourites des Horror-Genres, als auch das ältere Publikum mit neuen Varianten der ihnen bekannten Figuren zu begeistern.
Am 22. Mai 2017 veröffentlichte Universal Pictures bei Twitter ein Gruppenbild der bisher für das Franchise verpflichteten Schauspieler Tom Cruise, Sofia Boutella, Johnny Depp, Javier Bardem und Russell Crowe mit dem Text "Welcome to the #DarkUniverse". Cruise, Boutella und Crowe (in der Rolle des Dr. Jekyll) waren als Teil des Dark Universe im Film Die Mumie, der am selben Tag Weltpremiere feierte, zu sehen. Depp wurde für eine Neuverfilmung des Romans Der Unsichtbare verpflichtet, während Bardem in der Rolle von Frankensteins Monster in weiteren Filmen der Reihe zu sehen sein sollte. Ebenfalls am 22. Mai 2017 veröffentlichte Universal Pictures bei YouTube das Video Dark Universe – Monsters Legacy, das einen Überblick über mögliche Remakes von Klassikern von Universal Pictures vorstellte. Die Musik hierzu wurde von Danny Elfman komponiert. Als Teil des Universums wurden Neuverfilmungen von Der Wolfsmensch, Phantom der Oper und Frankensteins Braut angekündigt.
Die Mumie aus dem Jahr 2017 sollte dabei den Auftakt dieser Reihe bilden. Nachdem Die Mumie die Einspielerwartungen jedoch nicht erfüllt hatte, verließen Alex Kurtzman und Christian Morgan das Projekt, um sich anderen Aufgaben zu widmen. Im Zuge dessen hatte Universal auch die Vorbereitungen zur Neuauflage von Frankensteins Braut vorerst gestoppt. Im Januar 2019 gab Universal bekannt, das Dark Universe komplett fallenzulassen und stattdessen Einzelfilme umzusetzen.

## Neubeginn 2020
Den Beginn machte ein Reboot von The Invisible Man unter der Regie von Leigh Whannell. Im Jahr 2023 erschien die Horrorkomödie Renfield über Draculas gleichnamigen Assistenten. Im August 2023 erschien mit Die letzte Fahrt der Demeter auch noch ein weiterer Dracula-Film.

## Filme

### Chronologische Ordnung
Folgende Liste gibt einen Überblick der verschiedenen Universal-Horrorfilme zwischen 1923 und 1960.
| Jahr | Deutscher Titel                           | Originaltitel                                                            | Regisseur                     | Hauptdarsteller                                                                 |
| ---- | ----------------------------------------- | ------------------------------------------------------------------------ | ----------------------------- | ------------------------------------------------------------------------------- |
| 1923 | Der Glöckner von Notre Dame               | The Hunchback of Notre Dame                                              | Wallace Worsley               | Lon Chaney, Patsy Ruth Miller, Ernest Torrence                                  |
| 1925 | Das Phantom der Oper                      | The Phantom Of The Opera                                                 | Rupert Julian, Lon Chaney     | Lon Chaney, Mary Philbin, Norman Kerry                                          |
| 1927 | Spuk im Schloß                            | The Cat and the Canary                                                   | Paul Leni                     | Laura La Plante, Creighton Hale, Forrest Stanley                                |
| 1928 | Der Mann, der lacht                       | The Man Who Laughs                                                       | Paul Leni                     | Conrad Veidt, Mary Philbin, Brandon Hurst                                       |
| 1929 | Die letzte Warnung                        | The Last Warning                                                         | Paul Leni                     | Laura La Plante, Montagu Love, Roy D’Arcy                                       |
| 1929 | Illusion                                  | The Last Performance                                                     | Pál Fejös                     | Conrad Veidt, Mary Philbin, George Irving                                       |
| 1930 | keiner                                    | The Cat Creeps                                                           | Rupert Julian, John Willard   | Helen Twelvetrees, Raymond Hackett                                              |
| 1930 | keiner                                    | La voluntad del muerto (spanische Parallelproduktion von The Cat Creeps) | George Melford                | Antonio Moreno, Lupita Tovar                                                    |
| 1931 | Dracula                                   | Dracula                                                                  | Tod Browning                  | Bela Lugosi, Helen Chandler, Dwight Frye, Edward Van Sloan                      |
| 1931 | Drácula (spanische Parallelproduktion)    | Drácula                                                                  | George Melford                | Carlos Villarias, Lupita Tovar                                                  |
| 1931 | Frankenstein                              | Frankenstein                                                             | James Whale                   | Boris Karloff, Colin Clive, Mae Clarke, Edward Van Sloan, Dwight Frye           |
| 1932 | Die Mumie                                 | The Mummy                                                                | Karl Freund                   | Boris Karloff, Zita Johann, Edward Van Sloan, Noble Johnson                     |
| 1932 | Mord in der Rue Morgue                    | Murders in the Rue Morgue                                                | Robert Florey                 | Bela Lugosi, Sidney Fox, Leon Ames, D’Arcy Corrigan                             |
| 1932 | Das Haus des Grauens                      | The Old Dark House                                                       | James Whale                   | Boris Karloff, Gloria Stuart, Charles Laughton, Ernest Thesiger, Raymond Massey |
| 1933 | Der Unsichtbare                           | The Invisible Man                                                        | James Whale                   | Claude Rains, Gloria Stuart                                                     |
| 1933 | keiner                                    | Secret of the Blue Room                                                  | Kurt Neumann                  | Lionel Atwill, Onslow Stevens, Gloria Stuart                                    |
| 1934 | Die schwarze Katze                        | The Black Cat                                                            | Edgar G. Ulmer                | Bela Lugosi, Boris Karloff, Jacqueline Wells, David Manners                     |
| 1935 | Der Rabe                                  | The Raven                                                                | Lew Landers                   | Boris Karloff, Bela Lugosi, Lester Matthews, Irene Ware                         |
| 1935 | Der Werwolf von London                    | Werewolf of London                                                       | Stuart Walker                 | Henry Hull, Warner Oland, Valerie Hobson, Lester Matthews                       |
| 1935 | Frankensteins Braut                       | Bride of Frankenstein                                                    | James Whale                   | Boris Karloff, Colin Clive, Ernest Thesiger, Elsa Lanchester, Dwight Frye       |
| 1935 | keiner                                    | Life Returns                                                             | Eugene Frenke, James P. Hogan | Onslow Stevens, Valerie Hobson                                                  |
| 1936 | Draculas Tochter                          | Dracula’s Daughter                                                       | Lambert Hillyer               | Gloria Holden, Otto Kruger, Edward Van Sloan                                    |
| 1936 | Tödliche Strahlen                         | The Invisible Ray                                                        | Lambert Hillyer               | Boris Karloff, Bela Lugosi, Frances Drake                                       |
| 1939 | Frankensteins Sohn                        | Son of Frankenstein                                                      | Rowland V. Lee                | Basil Rathbone, Boris Karloff, Bela Lugosi, Lionel Atwill                       |
| 1939 | Der Henker von London                     | Tower of London                                                          | Rowland V. Lee                | Basil Rathbone, Boris Karloff, Barbara O’Neil, Vincent Price                    |
| 1940 | Schwarzer Freitag                         | Black Friday                                                             | Arthur Lubin                  | Boris Karloff, Bela Lugosi, Anne Nagel                                          |
| 1940 | Der Unsichtbare kehrt zurück              | The Invisible Man Returns                                                | Joe May                       | Vincent Price, Cedric Hardwicke, Nan Grey                                       |
| 1940 | Die unsichtbare Frau                      | The Invisible Woman                                                      | A. Edward Sutherland          | Virginia Bruce, John Barrymore, John Howard, Oskar Homolka                      |
| 1940 | keiner                                    | The Mummy’s Hand                                                         | Christy Cabanne               | Dick Foran, Peggy Moran, Tom Tyler, George Zucco                                |
| 1941 | keiner                                    | Horror Island                                                            | George Waggner                | Dick Foran, Peggy Moran                                                         |
| 1941 | Monstermann verbreitet Schrecken          | Man-Made Monster                                                         | George Waggner                | Lionel Atwill, Lon Chaney jun., Anne Nagel, Samuel S. Hinds                     |
| 1941 | Der Wolfsmensch                           | The Wolf Man                                                             | George Waggner                | Lon Chaney jun., Evelyn Ankers, Claude Rains, Maria Ouspenskaya, Bela Lugosi    |
| 1941 | keiner                                    | The Black Cat                                                            | Albert S. Rogell              | Basil Rathbone, Broderick Crawford, Bela Lugosi, Gale Sondergaard               |
| 1941 | Vorsicht Gespenster!                      | Hold That Ghost                                                          | Arthur Lubin                  | Bud Abbott, Lou Costello, Evelyn Ankers, Richard Carlson                        |
| 1942 | Frankenstein kehrt wieder                 | The Ghost of Frankenstein                                                | Erle C. Kenton                | Cedric Hardwicke, Bela Lugosi, Lionel Atwill, Lon Chaney jun.                   |
| 1942 | Der unsichtbare Agent                     | Invisible Agent                                                          | Edwin L. Marin                | Jon Hall, Ilona Massey, Peter Lorre, Cedric Hardwicke                           |
| 1942 | Das Grab der Mumie                        | The Mummy’s Tomb                                                         | Harold Young                  | Lon Chaney jun., Dick Foran, Elyse Knox, George Zucco                           |
| 1942 | keiner                                    | Night Monster                                                            | Ford Beebe                    | Ralph Morgan, Lionel Atwill, Bela Lugosi                                        |
| 1942 | keiner                                    | The Mad Doctor of Market Street                                          | Joseph H. Lewis               | Lionel Atwill, Una Merkel, Noble Johnson, Anne Nagel                            |
| 1942 | keiner                                    | The Strange Case of Doctor Rx                                            | William Nigh                  | Patric Knowles, Lionel Atwill, Anne Gwynne                                      |
| 1942 | keiner                                    | Mystery of Marie Roget                                                   | Phil Rosen                    | Patric Knowles, Maria Montez                                                    |
| 1943 | Frankenstein trifft den Wolfsmenschen     | Frankenstein Meets the Wolf Man                                          | Roy William Neill             | Lon Chaney jun., Ilona Massey, Bela Lugosi, Lionel Atwill                       |
| 1943 | Phantom der Oper                          | Phantom of the Opera                                                     | Arthur Lubin                  | Claude Rains, Susanna Foster, Nelson Eddy, Edgar Barrier                        |
| 1943 | Draculas Sohn                             | Son of Dracula                                                           | Robert Siodmak                | Lon Chaney jun., Frank Craven, Louise Allbritton                                |
| 1943 | keiner                                    | Captive Wild Woman                                                       | Edward Dmytryk                | John Carradine, Evelyn Ankers, Acquanetta                                       |
| 1943 | keiner                                    | The Mad Ghoul                                                            | James Hogan                   | Turhan Bey, Evelyn Ankers, George Zucco                                         |
| 1944 | keiner                                    | The Climax                                                               | George Waggner                | Boris Karloff, Susanna Foster, Turhan Bey, Gale Sondergaard                     |
| 1944 | Frankensteins Haus                        | House of Frankenstein                                                    | Erle C. Kenton                | Boris Karloff, Lon Chaney jun., John Carradine, Glenn Strange                   |
| 1944 | Der Unsichtbare nimmt Rache               | The Invisible Man’s Revenge                                              | Ford Beebe                    | Jon Hall, John Carradine, Evelyn Ankers                                         |
| 1944 | keiner                                    | The Mummy’s Ghost                                                        | Reginald Le Borg              | John Carradine, Lon Chaney jun., Robert Lowery, Ramsay Ames, George Zucco       |
| 1944 | keiner                                    | The Mummy’s Curse                                                        | Leslie Goodwins               | Lon Chaney jun., Peter Coe, Virginia Christine                                  |
| 1944 | Das Geheimnis des Dr. Fletcher            | Jungle Woman                                                             | Reginald Le Borg              | J. Carrol Naish, Acquanetta, Evelyn Ankers                                      |
| 1944 | keiner                                    | Ghost Catchers                                                           | Edward F. Cline               | Ole Olsen, Chic Johnson, Lon Chaney jun.                                        |
| 1945 | Draculas Haus                             | House of Dracula                                                         | Erle C. Kenton                | Lon Chaney jun., Onslow Stevens, John Carradine, Glenn Strange                  |
| 1945 | keiner                                    | Jungle Captive                                                           | Harold Young                  | Otto Kruger, Rondo Hatton, Vicky Lane                                           |
| 1946 | Die Werwölfin von London                  | She-Wolf of London                                                       | Jean Yarbrough                | June Lockhart, Don Porter, Sara Haden                                           |
| 1946 | keiner                                    | The Cat Creeps                                                           | Erle C. Kenton                | Noah Beery junior, Douglass Dumbrille                                           |
| 1946 | keiner                                    | The Spider Woman Strikes Back                                            | Arthur Lubin                  | Gale Sondergaard, Rondo Hatton                                                  |
| 1946 | keiner                                    | House of Horrors                                                         | Jean Yarbrough                | Rondo Hatton, Martin Kosleck                                                    |
| 1946 | keiner                                    | The Brute Man                                                            | Jean Yarbrough                | Rondo Hatton, Jane Adams                                                        |
| 1948 | Abbott und Costello treffen Frankenstein  | Abbott and Costello Meet Frankenstein                                    | Charles T. Barton             | Bud Abbott, Lou Costello, Lon Chaney jun., Bela Lugosi, Glenn Strange           |
| 1949 | keiner                                    | Abbott and Costello Meet the Killer, Boris Karloff                       | Charles T. Barton             | Bud Abbott, Lou Costello, Boris Karloff                                         |
| 1951 | Auf Sherlock Holmes’ Spuren               | Abbott and Costello Meet the Invisible Man                               | Charles Lamont                | Bud Abbott, Lou Costello, Nancy Guild, Arthur Franz                             |
| 1951 | Hinter den Mauern des Grauens             | The Strange Door                                                         | Joseph Pevney                 | Charles Laughton, Boris Karloff, Sally Forrest                                  |
| 1952 | Das schwarze Schloß                       | The Black Castle                                                         | Nathan Juran                  | Richard Greene, Boris Karloff, Lon Chaney jun.                                  |
| 1953 | keiner                                    | Abbott and Costello Meet Dr. Jekyll and Mr. Hyde                         | Charles Lamont                | Bud Abbott, Lou Costello, Boris Karloff, Helen Westcott                         |
| 1954 | Der Schrecken vom Amazonas                | Creature from the Black Lagoon                                           | Jack Arnold                   | Richard Carlson, Antonio Moreno, Julie Adams, Richard Denning, Ricou Browning   |
| 1955 | Abbott und Costello als Mumienräuber      | Abbott and Costello Meet the Mummy                                       | Charles Lamont                | Bud Abbott, Lou Costello, Richard Deacon, Michael Ansara                        |
| 1955 | Die Rache des Ungeheuers                  | Revenge of the Creature                                                  | Jack Arnold                   | John Agar, Lori Nelson, John Bromfield, Ricou Browning                          |
| 1955 | Metaluna IV antwortet nicht               | This Island Earth                                                        | Joseph M. Newman, Jack Arnold | Jeff Morrow, Faith Domergue, Russel Johnson                                     |
| 1955 | Tarantula                                 | Tarantula                                                                | Jack Arnold                   | John Agar, Mara Corday, Leo G. Carroll                                          |
| 1956 | Das Ungeheuer ist unter uns               | The Creature Walks Among Us                                              | John Sherwood                 | Jeff Morrow, Rex Reason, Leigh Snowden, David McMahon, Ricou Browning           |
| 1956 | In den Klauen der Tiefe                   | The Mole People                                                          | Virgil W. Vogel               | John Agar, Cynthia Patrick, Phil Chambers                                       |
| 1957 | Die unglaubliche Geschichte des Mister C. | The Incredible Shrinking Man                                             | Jack Arnold                   | Grant Williams, Randy Stuart, Billy Curtis                                      |
| 1957 | Das Geheimnis des steinernen Monsters     | The Monolith Monsters                                                    | John Sherwood                 | Grant Williams, Lola Albright                                                   |
| 1957 | Das todbringende Ungeheuer                | The Deadly Mantis                                                        | Nathan Juran                  | Craig Stevens, William Hopper                                                   |
| 1958 | Der Schrecken schleicht durch die Nacht   | Monster on the Campus                                                    | Jack Arnold                   | Arthur Franz, Joanna Cook Moore, Troy Donahue                                   |
| 1958 | keiner                                    | The Thing That Couldn't Die                                              | Will Cowan                    | William Reynolds, Andra Martin                                                  |
| 1959 | keiner                                    | Curse of the Undead                                                      | Edward Dein                   | Michael Pate, Eric Fleming                                                      |
| 1960 | Der Fluch der Urwaldhexe                  | The Leech Woman                                                          | Edward Dein                   | Coleen Gray, Grant Williams, Gloria Talbott, Phillip Terry                      |

### Thematische Ordnung
- Dracula: Dracula (1931) / Drácula (1931, spanischsprachige Parallelproduktion) / Draculas Tochter (1936) / Draculas Sohn (1943) / Frankensteins Haus (1944) / Draculas Haus (1945) / Abbott und Costello treffen Frankenstein (1948)
- Frankenstein: Frankenstein (1931) / Frankensteins Braut (1935) / Frankensteins Sohn (1939) / Frankenstein kehrt wieder (1942) / Frankenstein trifft den Wolfsmenschen (1943) / Frankensteins Haus (1944) / Draculas Haus (1945) / Abbott und Costello treffen Frankenstein (1948)
- Die Mumie: Die Mumie (1932) / The Mummy's Hand (1940) / The Mummy's Tomb (1942) / The Mummy's Ghost (1944) / The Mummy's Curse (1944) / Abbott und Costello als Mumienräuber (1955)
- Der Unsichtbare: Der Unsichtbare (1933) / Der Unsichtbare kehrt zurück (1940) / Die unsichtbare Frau (1940) / Der unsichtbare Agent (1942) / Der Unsichtbare nimmt Rache (1944) / Abbott und Costello treffen Frankenstein (1948, nur Cameo-Auftritt des Unsichtbaren) / Auf Sherlock Holmes’ Spuren (1951)
- Der Wolfsmensch: Der Werwolf von London (1935) / Der Wolfsmensch (1941) / Frankenstein trifft den Wolfsmenschen (1943) / Frankensteins Haus (1944) / Draculas Haus (1945) / Die Werwölfin von London (1946) / Abbott und Costello treffen Frankenstein (1948)
- Die Affenfrau: Captive Wild Woman (1943) / Das Geheimnis des Dr. Fletcher (1944) / Jungle Captive (1945)
- The Creeper / Rondo Hatton: Jungle Captive (1945) / The Spider Woman Strikes Back (1946) / House of Horrors (1946) / The Brute Man (1946)
- Der Kiemenmensch: Der Schrecken vom Amazonas (1954) / Die Rache des Ungeheuers (1955) / Das Ungeheuer ist unter uns (1956)
- Edgar Allan Poe: Mord in der Rue Morgue (1932) / Die schwarze Katze (1934) / Der Rabe (1935) / The Black Cat (1941) / Mystery of Marie Roget (1942)
- Spuk / Unheimliches Haus: Spuk im Schloß (1927) / Die letzte Warnung (1929) / The Cat Creeps (1930) / La voluntad del muerto (1930, spanischsprachige Parallelproduktion von The Cat Creeps) / Das Haus des Grauens (1932) / Secret of the Blue Room (1933) / Horror Island (1941) / The Black Cat (1941) / Vorsicht Gespenster! (1941) / Night Monster (1942) / Ghost Catchers (1944) / The Cat Creeps (1946) / Das schwarze Schloß (1952)
- Mad Scientist: Der Rabe (1935) / Life Returns (1935) / Tödliche Strahlen (1936) / Schwarzer Freitag (1940) / Monstermann verbreitet Schrecken (1941) / The Mad Doctor of Market Street (1942) / The Strange Case of Doctor Rx (1942) / Captive Wild Woman (1943) / The Mad Ghoul (1943) / Das Geheimnis des Dr. Fletcher (1944) / Jungle Captive (1945) / The Spider Woman Strikes Back (1946) / Tarantula (1955) / Der Schrecken schleicht durch die Nacht (1958)
- Abbott und Costello-Komödien: Vorsicht Gespenster! (1941) / Abbott und Costello treffen Frankenstein (1948) / Abbott and Costello Meet the Killer, Boris Karloff (1949) / Auf Sherlock Holmes’ Spuren (1951) / Abbott and Costello Meet Dr. Jekyll and Mr. Hyde (1953) / Abbott und Costello als Mumienräuber (1955)